# Ava Nikodell
Ava Nikodell, född 8 april 2001 i Åkersberga, är en svensk skådespelerska. Hennes första skådespelarinsats kom under år 2022, då hon spelade rollen som unga Ava, i dramakomediserien Handen på hjärtat. År 2023 spelade hon även rollen som Nadin, i den andra dramakomediserien Hack my Heart.
Under år 2024 kommer Nikodell att medverka i den kommande Netflix-serien Genombrottet, samt spela en av huvudrollerna i skräckfilmen Äkta skräck. Den sistnämnda av dessa produktioner har biopremiär den 6 september 2024.

## Filmografi
- 2022 – Handen på hjärtat (TV-serie)
- 2023 – Hack my Heart (TV-serie)
- 2024 – Genombrottet (TV-serie)
- 2024 – Äkta skräck